# Iryna Romoldanova
Iryna Romoldanova (en ucraniano: Ірина Ромолданова; Kiev, 29 de mayo de 1994) es una deportista ucraniana que compite en taekwondo.
Ganó una medalla de plata en el Campeonato Mundial de Taekwondo de 2015 y tres medallas en el Campeonato Europeo de Taekwondo entre los años 2014 y 2018.

## Palmarés internacional
| Campeonato Mundial | Campeonato Mundial  | Campeonato Mundial | Campeonato Mundial |
| Año                | Lugar               | Medalla            | Categoría          |
| ------------------ | ------------------- | ------------------ | ------------------ |
| 2015               | Cheliábinsk (Rusia) | Medalla de plata   | –46 kg             |
| Campeonato Europeo |                     |                    |                    |
| Año                | Lugar               | Medalla            | Categoría          |
| 2014               | Bakú (Azerbaiyán)   | Medalla de plata   | –46 kg             |
| 2016               | Montreux (Suiza)    | Medalla de oro     | –46 kg             |
| 2018               | Kazán (Rusia)       | Medalla de bronce  | –46 kg             |